# Lauterhof
Lauterhof ist ein Gemeindeteil der Stadt Obernburg am Main im unterfränkischen Landkreis Miltenberg in Bayern.

## Geografie
Die Einöde liegt westlich von Obernburg am Mainviereck und nördlich des Ortsteils Eisenbach, mitten im Stadtwald Obernburgs an der Mündung des Bachs Teufelslochgraben in den Bach Lautergraben. Die Gewässer haben sich dort tief eingekerbt. Westlich steigt das Gelände steil zum Königswald auf 276 m hin an, östlich zum Reuschenberg auf 242 m. 14 km nördlich liegt Aschaffenburg.
Per Auto ist Lauterhof über die nach dem Gemeindeteil benannte Lauterhofstraße erreichbar. Zu Fuß oder per Rad ist das ebenfalls der Hauptverkehrsweg, es bestehen jedoch noch Wanderwege aus Richtung Hardt, Mömlingen und der Rüdhölle.

## Geschichte
Die erste Aufzeichnung über Lauterhof stammt aus dem Jahr 1808 und im bayerischen Urkataster erscheint er in den 1810er Jahren als Vierseithof. Damals wurde die Einöde jedoch als Lauerhof bezeichnet. „Lauerhof“ ist indes ein Hörfehler, der wohl aus der nachlässigen Aussprache des Buchstabens "t" herrührt. Der Ort wurde jedoch schon seit seiner Gründung im Jahre 1790 „Lauterhof“ genannt. Der Name des Ortes stammt aus der Kombination von „Lauter“, der Bach an dem die Einöde liegt, und „Hof“, welche den landwirtschaftlichen Hintergrund des Ortsteils beschreibt. Landwirtschaft wurde auf dem Grund des Lauterhof schon vor der Gründung der Einöde betrieben, die Güter waren jedoch an Bauern aus benachbarten Gemeinden verliehen. Nachweislich aus dem Jahre 1814 stammt das heute noch erhaltene Hofhaus, welche das seit 1790 bestehende Haus ablöste. Zu dieser Zeit lebten 16 Menschen in Lauterhof, allesamt familiär miteinander verbunden.
Heute wird der Lauterhof immer noch landwirtschaftlich genutzt. Gleichzeitig hatte sich eine gastronomische Nutzung etabliert, die jedoch seit 2015 wieder geschlossen ist.